# 棕顶蚁鵙
棕顶蚁鵙（学名：Thamnophilus ruficapillus）是蚁鵙科蚁鵙属的一种。分布于阿根廷、玻利维亚、巴西、巴拉圭、秘鲁和乌拉圭。它的自然栖息地为亚热带或热带的湿润山地、亚热带或热带的湿润疏灌丛以及亚热带或热带的高海拔疏灌丛。